# Ljudmil Hauptmann
Ljudmil Hauptmann (Graz, 1884. február 5. – Zágráb, 1968. április 19.), szlovén történész, akadémikus, egyetemi tanár.

## Élete
Grazban született 1884-ben és iskoláit is ott végezte. 1902-tól a Grazi Egyetemen történelmet és földrajzot tanult. Tanulmányait 1908-ban professzori vizsgával fejezte be. 1906-tól Grazban, 1911-től Fürstenfeldben, 1913-tól Bécsben volt gimnáziumi tanár. A monarchia felbomlása után Ljubljanába került, ahol egy reálgimnázium tanára volt. 1920-ban a Ljubljanai Bölcsészettudományi Karon egyetemi docenssé, 1921-ben pedig a középkori történelem és a korai szlovén történelem rendes professzorává nevezték ki. 1924-25-ben a kar dékánja volt. 1926-tól a zágrábi Bölcsészettudományi Kar általános középkortörténeti professzora.
1927-től a zágrábi Jugoszláv Tudományos és Művészeti Akadémia (JAZU), 1940 májusától pedig a Szlovén Tudományos és Művészeti Akadémia (SAZU) levelező tagja. A Független Horvát Állam (NDH) alatt 1941 és 1945 között az akkori Horvát Tudományos és Művészeti Akadémia (HAZU) rendes tagja volt.

## Történészi munkássága
Az egyetemen fő tanára és mentora Manfred Uhlirz volt, akinek vezetésével kezdett foglalkozni az alpesi országok jog- és társadalomtörténetével. Alaposan kidolgozott tanulmányai, amelyek markáns keretek között elsősorban a régebbi forrásokból származó kérdésekre fókuszálnak a horvát történészek, valamint a hazai és külföldi szakértők figyelmét is felkeltették. Több hullámra osztotta a szlávok betelepülésének elméletét, az avarokkal való kapcsolatukat és Karantánia Samo államához való tartozását. Az edlingerekben találta meg a korai karantán nemességet. A horvátok későbbi dalmáciai megtelepedésére vonatkozó hipotézis felállításával a horvát nemesség eredetét próbálta megmagyarázni. Egyik kulcsművében a Povijest svjetában (Historia mundi, V. kötet, 1956) a szlovén tartományok, Horvátország és más déli szlávok középkori történetének szintéziséről írt. 1941-ben a horvát enciklopédiában munkatársként működött közre. Közép-Európa politikatörténetének számos problémájával foglalkozott (Németország 19-20. századi története, az osztrák-magyar történelem záró korszaka stb.). Munkásságát a történeti forrásokra, filológiai és helynévértelmezésekre épülő kifinomult elemzés, valamint a migrációs áramlások és a politikai események középkori társadalom változásaira gyakorolt hatásának hangsúlyozása jellemzi.

## Főbb művei
- Die Herkunft der Kärntner Edlinge. Vierteljahrschrift für Sozial- und Wirtschaftsgeschichte. 21, č. 3, (1928)
- Prihod Hrvatov. In:Strena Buliciana: commentationes gratulatoriae Francisco Bulić ob XV vitae lustra feliciter peracta oblatae a discipulis et amicis a.d. IV. non. oct. 1921. Zagrebiae: Zaklada Tisk. Narodnih Novina, 1924
- Über den Ursprung von Erbleihen in Österreich, Steiemark und Kärnten. Graz, 1913
- Uloga Velikomoravske države u slavensko-njemačkoj borbi Podunavlje, Zagreb, 1932
- „Postanek in razvoj Kranjske” (Carniola keletkezése és fejlődése) című 1929-es művének új kiadása jelent meg 1999-ben Ljubljanában a Slovenska Matica kiadónál, „Nastanek in razvoj Kranjske” címmel

## Fordítás
Ez a szócikk részben vagy egészben  a   Ljudmil Hauptmann című szlovén Wikipédia-szócikk ezen változatának fordításán alapul.  Az eredeti cikk szerkesztőit annak laptörténete sorolja fel. Ez a jelzés csupán a megfogalmazás eredetét és a szerzői jogokat jelzi, nem szolgál a cikkben szereplő információk forrásmegjelöléseként.